# Ханс фон Рор
Ханс фон Рор (на немски: Hans von Rohr; * 1569; † пр. 5 февруари 1628) е благородник от стария род Рор в Бранденбург, който произлиза от Бавария.
Той е син на Йоахим фон Рор († 27 август 1589) и съпругата му Емеренция фон Малтцан (* ок. 1529; † 1584), дъщеря на тайния съветник и дворцов маршал, наследствен маршал на херцогство Померания-Щетин Йобст фон Малтцан († 1542) и Илза фон Хан-Базедов († 1575).

## Фамилия
Ханс фон Рор се жени за Анна фон Арним († септември 1636), дъщеря на Франц I фон Арним († 1577) и Елизабет фон Арним (1555 – 1590), дъщеря на Якоб IV фон Арним „Стари“ (1503 – 1574) и София фон Бюлов († 1574). Съпругата му Анна фон Арним е внучка на Клаус IV фон Арним (1459 – 1529) и Анна фон Рор († 1540/1550). Те имат шест деца:
- Йоахим Бернхард фон Рор († юли 1620)
- Франц Якоб фон Рор († 1622)
- Кристиан Август фон Рор (* ок. 1600; † 1639, Виена)
- Йохан Зигизмунд фон Рор (* 22 юни 1609, Нойхаузен; † 2 декември 1652, Нойхаузен), женен на 2 септември 1649 г. в Нойхаузен за едле херин Елизабет Сибила Ганз цу Путлиц (* 21 април 1624, Айкхоф при Витенберге; † 31 март 1683, Нойхаузен), дъщеря на Йоахим Валентин Ганз цу Путлиц (1594 – 1654) и първата му съпруга Анна Доротея фон Плате († 27 октомври 1648)
- Сабина София фон Рор, неомъжена
- Маргарета Мария фон Рор (* ок. 1610; † 15 ноември 1655), омъжена на 1 септември 1649 г. за 	едле хер Йоахим Валентин Ганз цу Путлиц (* 24 ноември 1594; † 4 ноември 1654, Витенберг, Саксония-Анхалт)